# Марвар
Марвар (санскр. Mārvār — «люди пустыни») — историческая область и одноимённое раджпутское княжество на юго-западе индийского штата Раджастхан, где находится пустыня Тар.
В 1930-е годы, Джодпур (Jodhpur), или Марвар (Marwar) — вассальное государство в Британской Индии.
По Марвару протекает река Луни. Горный кряж Аравалли отделяет его от области Мевар с центром в Удайпуре.
Главный город — Джодхпур.
Населяют Марвар раджпуты. В раннем средневековье Марвар являлся ядром раджпутской державы Пратихара, столицей которой служил город Мандор. В XIII веке здесь было основано одноимённое княжество во главе с раджпутским кланом Ратхуров, который выстроил в Джодхпуре неприступную крепость Мехрангарх. Сам Джодхпур был основан в 1459 году в качестве новой столицы княжества. Из этого рода происходила мать могольского падишаха Шах-Джахана Тадж-Биби Билкис-Макани.

## Раджи Марвара со столицей в Джодхпуре
- 1459—1489 годы — Рао Джодха
- 1489—1492 годы — Рао Сатал
- 1492—1515 годы — Рао Суджа
- 1515—1515 годы — Рао Бирам Сингх
- 1515—1532 годы — Рао Ганга